# Formacja Vila Maria
Formacja Vila Maria (port. Formação Vila Maria) – formacja geologiczna składająca się ze skał osadowych, występująca w południowej (Brazylii), w niecce Parany. Jej wiek oceniany jest na dolny sylur.

## Nazwa
Nazwa formacji pochodzi od miejscowości Vila Maria, w pobliżu miasta Arenópolis, gdzie skały te zostały odkryte i opisane po raz pierwszy przez Faria, A. & Reis Neto, J.M. (1978).

## Wiek

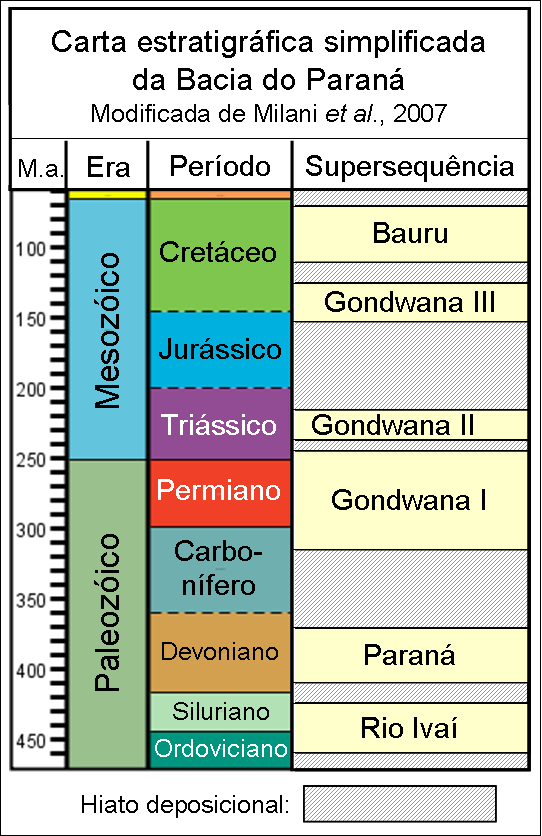
Stratygrafia niecki Parany (Milani, 1997)

Wiek formacji oceniany jest na dolny sylur (landower, 443–428 mln lat).

## Opis
Formacja Vila Maria składa się ze skał osadowych, głównie czerwonych, często rudych łupków ilastych, mikowych. Występują w nich skamieniałości graptolitów, trylobitów, ramienionogów i inne

## Położenie
Powyżej zalega formacja Furnas (port. Formação Furnas), a poniżej formacja Iapó (port. Formação Iapó). Milani (1997) określił formację Vila Maria jako część supersekwencji Rio Ivaí (port. Supersequência Rio Ivaí).